# Maria Lankowitz
Maria Lankowitz ist ein Wallfahrtsort und eine Marktgemeinde mit 2692 Einwohnern (Stand 1. Jänner 2024) in der Weststeiermark westlich von Köflach und der Bezirkshauptstadt Voitsberg sowie eine ehemalige Bergbaugemeinde im Braunkohlerevier Köflach-Voitsberg.

## Geografie

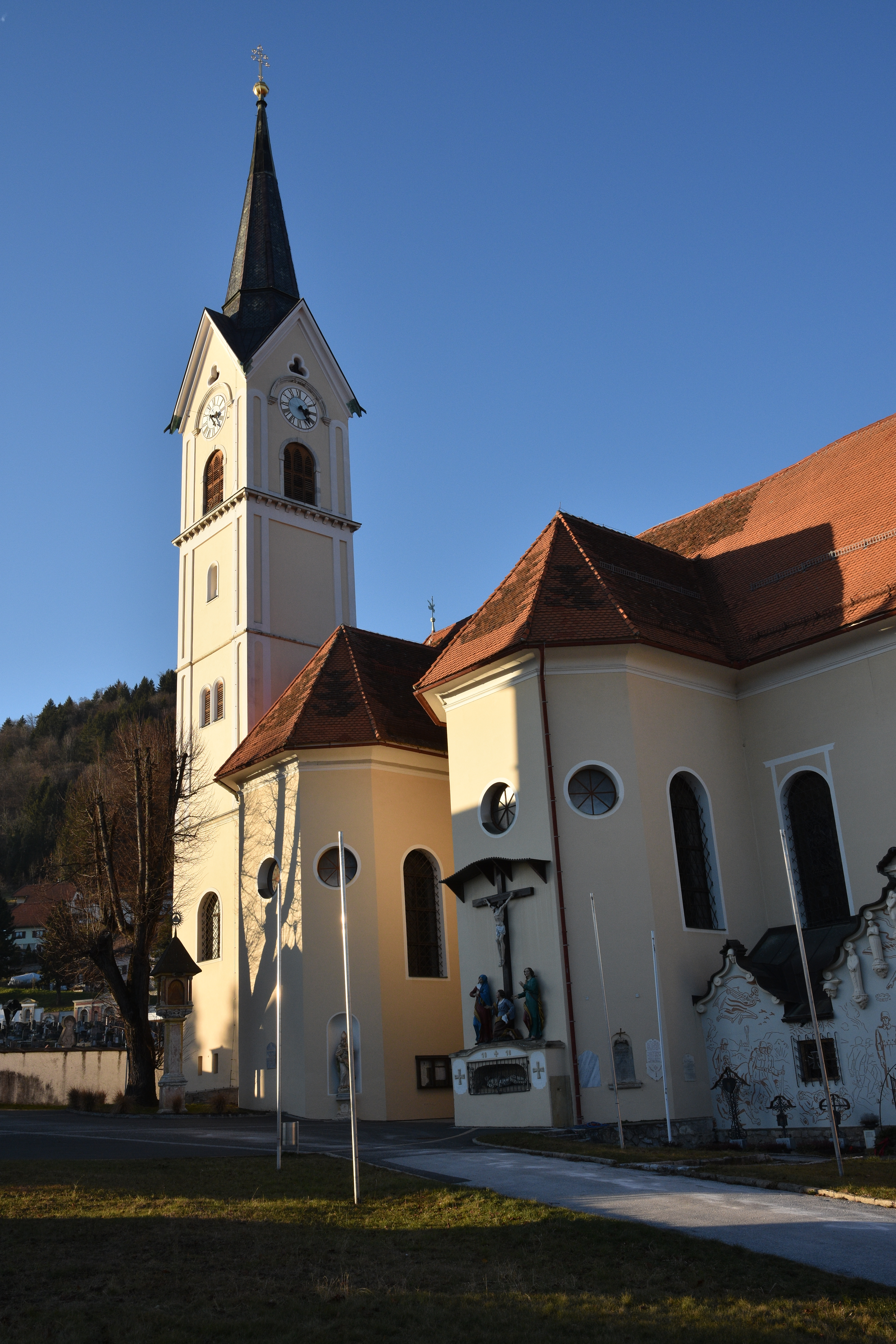
Wallfahrtskirche Maria Lankowitz

Der Ort Maria Lankowitz liegt rund um die gleichnamige Wallfahrtskirche und schließt direkt an das Ortsgebiet der östlichen Nachbargemeinde Köflach an. Das Gemeindegebiet umfasst 104,29 km² und erstreckt sich über den Kemetberg bis zum Alten Almhaus, einem Übergang über die Berge der Stubalpe ins obere Murtal. Höchste Erhebung ist der 1706 m ü. A. hohe Wölkerkogel.

### Gemeindegliederung
Das Gemeindegebiet umfasst folgende sechs Ortschaften (Einwohnerzahl Stand 1. Jänner 2024):
- Hochgößnitz (147)
- Kemetberg (192)
- Kirchberg (201)
- Maria Lankowitz (1674)
- Niedergößnitz (237)
- Salla (241)

Die Gemeinde besteht aus sechs Katastralgemeinden (Fläche Stand 31. Dezember 2023):
- Gößnitz (3.099,99 ha)
- Kemetberg (1.165,96 ha)
- Kirchberg (787,07 ha)
- Lankowitz (441,51 ha)
- Salla (2.473,69 ha)
- Scherzberg (2.461,2 ha)

### Nachbargemeinden
Maria Lankowitz ist von sieben Nachbargemeinden umgeben, drei davon liegen im Bezirk Murtal (MT).
| Sankt Margarethen bei Knittelfeld (MT)         |                                             | Kainach bei Voitsberg |
| Lobmingtal (MT) Weißkirchen in Steiermark (MT) | Kompassrose, die auf Nachbargemeinden zeigt | Köflach               |
| Hirschegg-Pack                                 | Edelschrott                                 |                       |

## Geschichte
Funde aus dem 1. bis 4. Jahrhundert belegen eine römische Besiedlung am Franziskanerkogel oberhalb des heutigen Ortes. Auf demselben Hügel finden sich auch die Reste der Primaresburg, einer Wehranlage aus dem 10. Jahrhundert, die von den Eppensteinern errichtet wurde. Der Name des Ortes leitet sich aus dem Altslawischen ab (Lancowice (sprich: Lonkowizze) = Ort an der Uferaue, siehe auch Lankwitz und Lanke (Toponym)).
Die Kirche Maria Lankowitz wurde im Jahr 1415 erstmals urkundlich erwähnt. Aufschwung für das Gebiet rund um das kleine Kirchlein brachte die Entscheidung Kaiser Friedrich III., Georg Gradner mit dem Bau von Schloss, Kloster und Kirche zu beauftragen. Diese Gebäude sind (in mehrfach umgebauter Form) noch heute die zentralen Bauwerke des Ortes. Das Schloss ist seit Mitte des 19. Jahrhunderts als Justizanstalt Maria Lankowitz eine Außenstelle der Justizanstalt Graz-Karlau.
Im 20. Jahrhundert ist die Geschichte des Ortes geprägt durch den Kohlebergbau in den Gruben rund um Piberstein. Seit der Stilllegung der Bergbaubetriebe versucht man vor allem als Fremdenverkehrsgemeinde Profil zu gewinnen.
Am 1. Jänner 2015 wurden im Rahmen der Gemeindestrukturreform in der Steiermark die Gemeinden Gößnitz und Salla eingemeindet.

### Bevölkerungsentwicklung

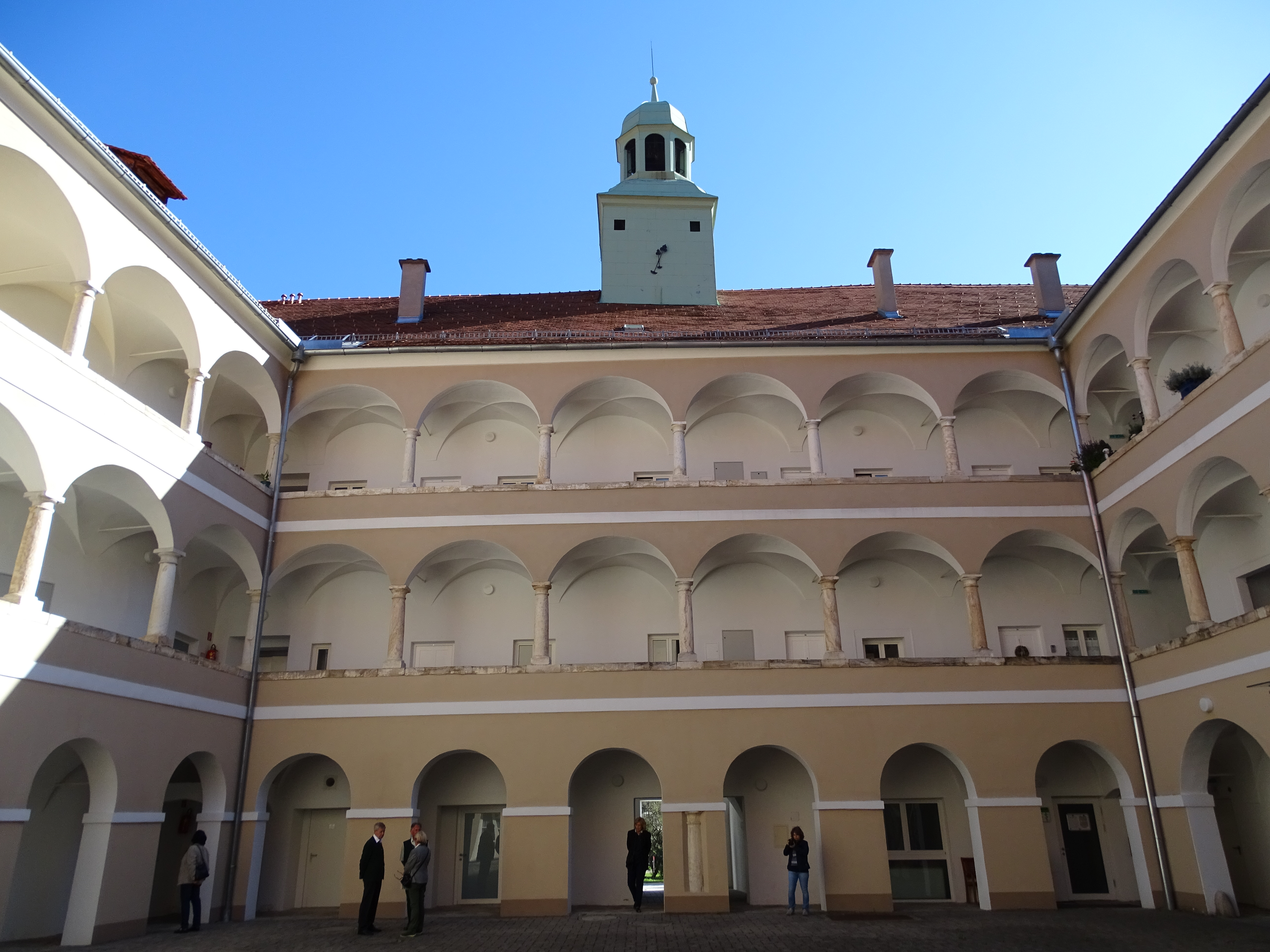
Schloss Lankowitz, Arkaden.

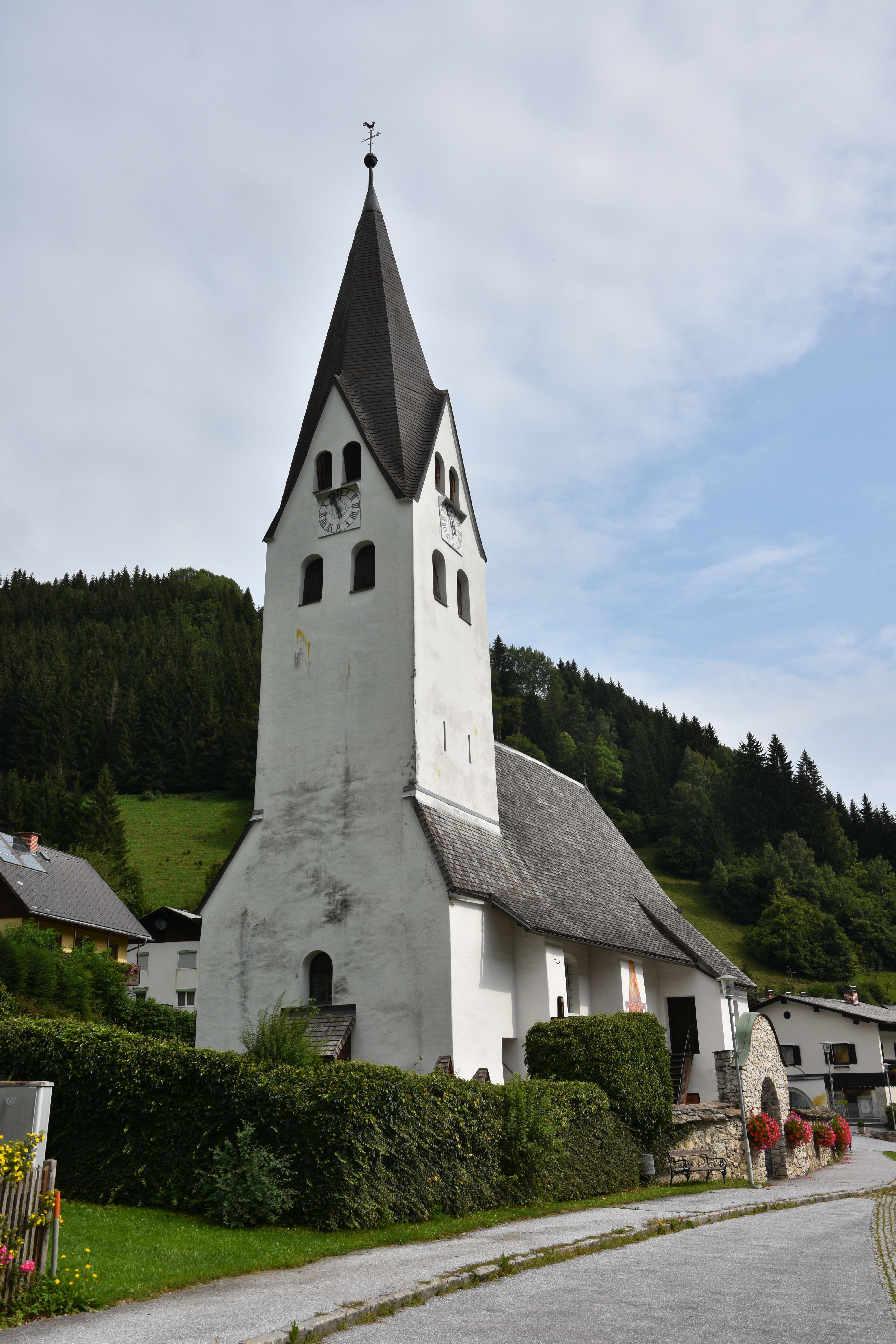
Pfarrkirche in Salla.

| Maria Lankowitz: Einwohnerzahlen von 1869 bis 2024  | Maria Lankowitz: Einwohnerzahlen von 1869 bis 2024 | Maria Lankowitz: Einwohnerzahlen von 1869 bis 2024 | Maria Lankowitz: Einwohnerzahlen von 1869 bis 2024 | Maria Lankowitz: Einwohnerzahlen von 1869 bis 2024 |
| --------------------------------------------------- | -------------------------------------------------- | -------------------------------------------------- | -------------------------------------------------- | -------------------------------------------------- |
| Jahr                                                |                                                    |                                                    |                                                    | Einwohner                                          |
| 1869                                                | 1869                                               |                                                    | 3.668                                              | 3.668                                              |
| 1880                                                | 1880                                               |                                                    | 3.796                                              | 3.796                                              |
| 1890                                                | 1890                                               |                                                    | 3.945                                              | 3.945                                              |
| 1900                                                | 1900                                               |                                                    | 4.341                                              | 4.341                                              |
| 1910                                                | 1910                                               |                                                    | 4.159                                              | 4.159                                              |
| 1923                                                | 1923                                               |                                                    | 4.317                                              | 4.317                                              |
| 1934                                                | 1934                                               |                                                    | 4.563                                              | 4.563                                              |
| 1939                                                | 1939                                               |                                                    | 4.397                                              | 4.397                                              |
| 1951                                                | 1951                                               |                                                    | 4.915                                              | 4.915                                              |
| 1961                                                | 1961                                               |                                                    | 4.234                                              | 4.234                                              |
| 1971                                                | 1971                                               |                                                    | 3.784                                              | 3.784                                              |
| 1981                                                | 1981                                               |                                                    | 3.518                                              | 3.518                                              |
| 1991                                                | 1991                                               |                                                    | 3.459                                              | 3.459                                              |
| 2001                                                | 2001                                               |                                                    | 3.317                                              | 3.317                                              |
| 2011                                                | 2011                                               |                                                    | 2.919                                              | 2.919                                              |
| 2021                                                | 2021                                               |                                                    | 2.764                                              | 2.764                                              |
| 2024                                                | 2024                                               |                                                    | 2.692                                              | 2.692                                              |
| Quelle(n): Statistik Austria, Gebietsstand 1.1.2021 |                                                    |                                                    |                                                    |                                                    |

## Kultur und Sehenswürdigkeiten
- Lankowitzer Museum im Schloss

### Bauwerke
- Katholische Wallfahrtskirche Maria Lankowitz Mariä Heimsuchung: 1678–1681 erhielt die Kirche durch Jakob Schmerlaib ihr heutiges Aussehen. 1712 wurde eine Seitenkapelle angebaut. Der Hochaltar mit Statuen des Hl. Joachim, der Hl. Anna, von Zacharias und Elisabeth stammt aus 1767. Die Kirche wird durch eine reiche Ausstattung aus dem 17. und 18. Jahrhundert und Fresken des italienischen Malers Felix Batazutti geschmückt. In der Kirche befindet sich eine gotische Marienstatue aus dem 15. Jahrhundert, welcher wundertätiges Wirken zugesprochen wird.
- Kloster Maria Lankowitz: Das Franziskanerkloster befindet sich nördlich der Kirche, es stammt aus den Jahren 1656 bis 1665. Die Kirche wird vom Kloster aus betreut.
- Die Antoniuskapelle aus der Zeit um 1660 wurde gleichzeitig mit der Mauer des Friedhofs erbaut, ihr Altar stammt aus 1770. In der Kapelle befindet sich ein großes Votivbild des Grafen Sigmund Friedrich Herberstein.
- Das Portal des Kirchhofes stammt aus dem Beginn des 19. Jahrhunderts, die Statuen daneben aus dem 18. Jahrhundert. Der Bildstock vor der Kirche ist mit 1658 datiert.
- An der Zufahrtsstraße zur Kirche stehen acht Heiligenstatuen aus der Zeit um 1730.
- Das Schloss Lankowitz wurde ab 1440 unter Ritter Georg Gradner erbaut. 1459 ging es an Kaiser Friedrich III., 1460 an Andreas Greißenegger. Nach weiteren Besitzwechseln wurde es ab 1855 als Strafanstalt eingerichtet.[5]
- Die Ruine der Burg Klingenstein westlich des Dorfes Salla stammt aus der Zeit um 1400.
- Die Madonnenstatue auf dem Wölkerkogel wurde 1954 vom Bildhauer Alfred Schlosser geschaffen.

### Sport
Der Fußballverein FC Lankowitz gewann 2014 und 2015 den Steirer-Cup. Er spielt seit 2016 in der Landesliga Steiermark. Nach dem Tod des Geldgebers schlitterte der Verein als Herbstmeister der Landesliga in Insolvenz und nahm seine Mannschaften aus dem Bewerb. Seitdem spielt mit dem FC Lankowitz ein Nachfolgeverein in der Gebietsliga West.
Von 1994 bis 1998 war Maria Lankowitz Austragungsort des Damentennis-Turniers WTA Maria Lankowitz. Zudem findet alljährlich am Pibersteiner See der Xentis-Triathlon statt.

## Wirtschaft und Infrastruktur
Die Wirtschaft ist heute vor allem auf den Fremdenverkehr ausgerichtet. Die Gruben des ehemaligen Braunkohletagebaus werden heute als Badeseen genutzt. Daneben gibt es eine Golfanlage, Wanderwege und ein kleines Skigebiet. Im Sommer kann man auf den Almwiesen der Stubalm die Lipizzaner weiden sehen.
Die Landwirtschaftliche Fachschule Maria Lankowitz-St. Martin hat den Namen „Hanns-Koren-Schule“.

## Politik

### Gemeinderat
Nach der Gemeinderatswahl 2015 gab es folgende Mandatsverteilung: SPÖ 6, ÖVP 4, FPÖ 3, Maria Lankowitz Neu Liste Steurer 2.
Die Sitzverteilung im Gemeinderat lautet nach der letzten Gemeinderatswahl von 2020:
- 10 SPÖ
- 3 ÖVP
- 1 „Maria Lankowitz Neu“
- 1 FPÖ

### Bürgermeister
Bürgermeister ist seit 2015 Kurt Riemer (SPÖ).

### Wappen und Flagge

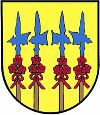
Gößnitz

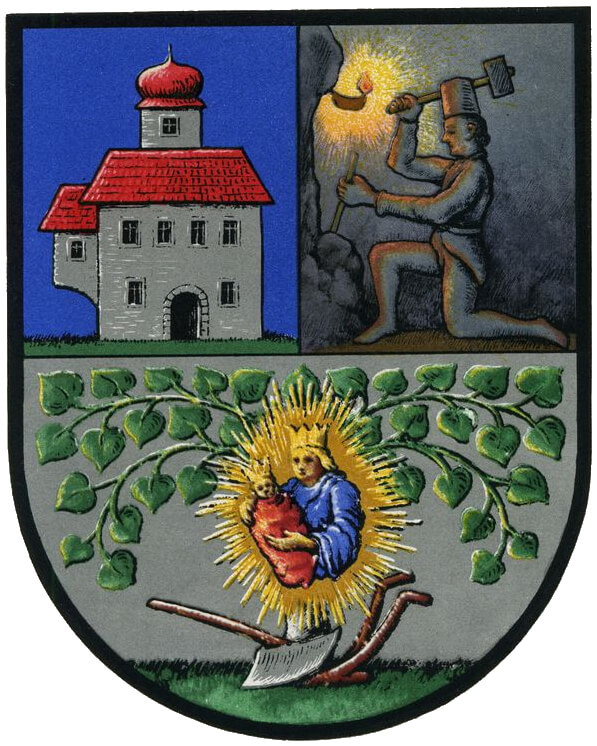
Maria Lankowitz
(bis 2014)

Maria Lankowitz, Gößnitz und Salla hatten bis Ende 2014 eigene Wappen. Wegen der Gemeindezusammenlegung verloren diese mit 1. Jänner 2015 ihre offizielle Gültigkeit. Die Neuverleihung des Gemeindewappens erfolgte durch die Steiermärkische Landesregierung mit Wirkung vom 10. Juli 2017.

Die neue Blasonierung lautet:
„Im oben durch silbernen Faden gespaltenen sowie geteilten Schild oben links in Rot ein silbernes Schloss mit links vorspringendem Erker, mittigem kuppelbekröntem Uhrturm, acht schwarz durchbrochenen Fenstern und ebensolchem Rundtor, oben rechts in Schwarz silbern ein auf sein linkes Knie gestützter Bergmann, beim Schein der Grubenlampe mit dem Schlegel in der Rechten zum Schlag auf das mit der Linken an von links hereinwachsendes silbern konturiertes Gestein gesetzte Bergeisen ausholend, unten in Silber über schwarzem Pflug ein grüner Lindenbaum mit vier belaubten Ästen, belegt mit einer goldenen Muttergottesstatue samt Jesuskind im Strahlenglanze.“
Die Gemeindeflagge hat drei Streifen in den Farben Gelb-Schwarz-Grün mit dem Wappen.
Die erste Verleihung des Gemeindewappens erfolgte am 15. März 1900. Die Wappenbeschreibung lautete damals:
„Ein durch einen goldenen Faden halb in die Länge und quer geteilter golden eingefaßter Schild. In dem oberen rechten blauen Felde erscheint auf grünem Rasenboden das Bild des Schlosses Lankowitz mit seinem, rechtsseitigen Erkeranbaue, seinem kuppelgekrönten Uhrturme und seinem in Stein gehauenen, säulengeschmückten und von steinernen Wappenbildern überhöhten Eingangstore. In dem oberen linken schwarzen Felde zeigt sich in unterirdischem Schachte ein Bergmann, bei dem Scheine seiner Grubenlampe mit Schlägel und Eisen Kohle gewinnend. In der unteren silbernen Schildeshälfte erhebt sich aus grünem vom Fußrande aufsteigenden Rasenboden ein natürlicher reichbelaubter Lindenbaum, in dessen Geäste die wunderthätige Muttergottesstatue mit dem Jesukinde im Strahlenglanze erscheint, und an dessen Fuße zur Rechten ein natürlicher Pflug ruht. Den Schild umgibt eine architektonisch gehaltene dunkelbronzene Einfassung.“

### Partnergemeinde
Partnergemeinde ist Jübar in Deutschland.

## Persönlichkeiten

### Ehrenbürger
- 1965: Anna Stölzle, Lehrerin[19]
- 1980: Adalbert Sebastian (1919–2004), Landeshauptmann-Stellvertreter
- 1984: Hans Gross (1930–1992), Landeshauptmann-Stellvertreter

### Söhne und Töchter der Gemeinde
- Anton Hafner (1912–2012), Maler und Komponist
- Erwin Hohenwarter (* 1947), Fußballspieler[20]
- Johannes Kleinhappl (1893–1979), katholischer Priester und Professor für Moraltheologie
- Gerhardt Moswitzer (1940–2013), Bildhauer
- Karl Petinger (* 1956), Angestellter, Politiker und Abgeordneter zum Landtag
- Johann Schadenbauer (* 1937), Komponist, Dirigent und ehemaliger Militärkapellmeister
- Angelus Steinwender (1895–1945), Geistlicher, Widerstandskämpfer
- Isabella Trummer (* 1958), Lehrerin und Schriftstellerin
- Stefanie Werger (* 1951), Musikerin

## Historische Landkarten

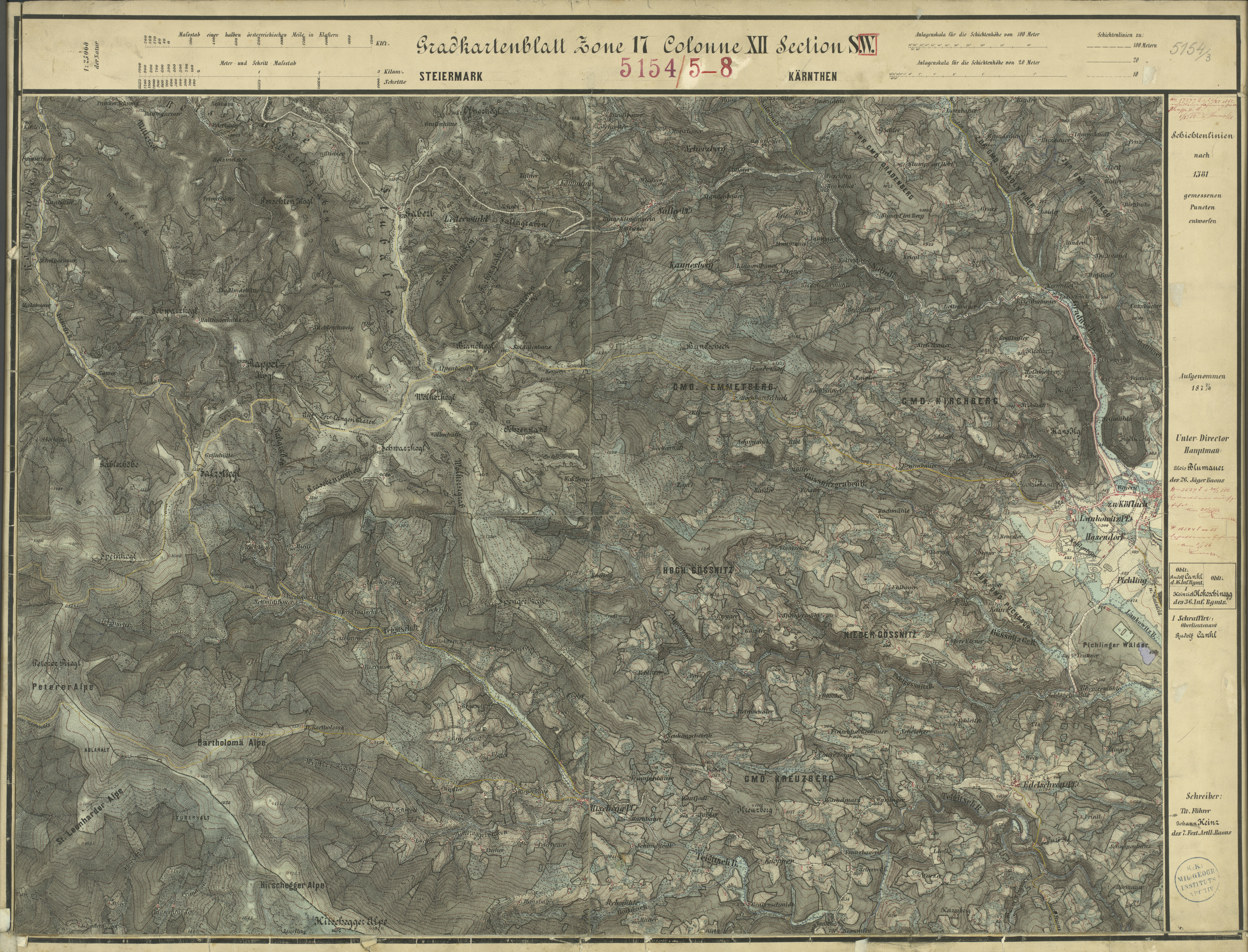
Maria Lankowitz im Westen von Köflach, Aufnahmeblatt der Landesaufnahme, um 1877/78
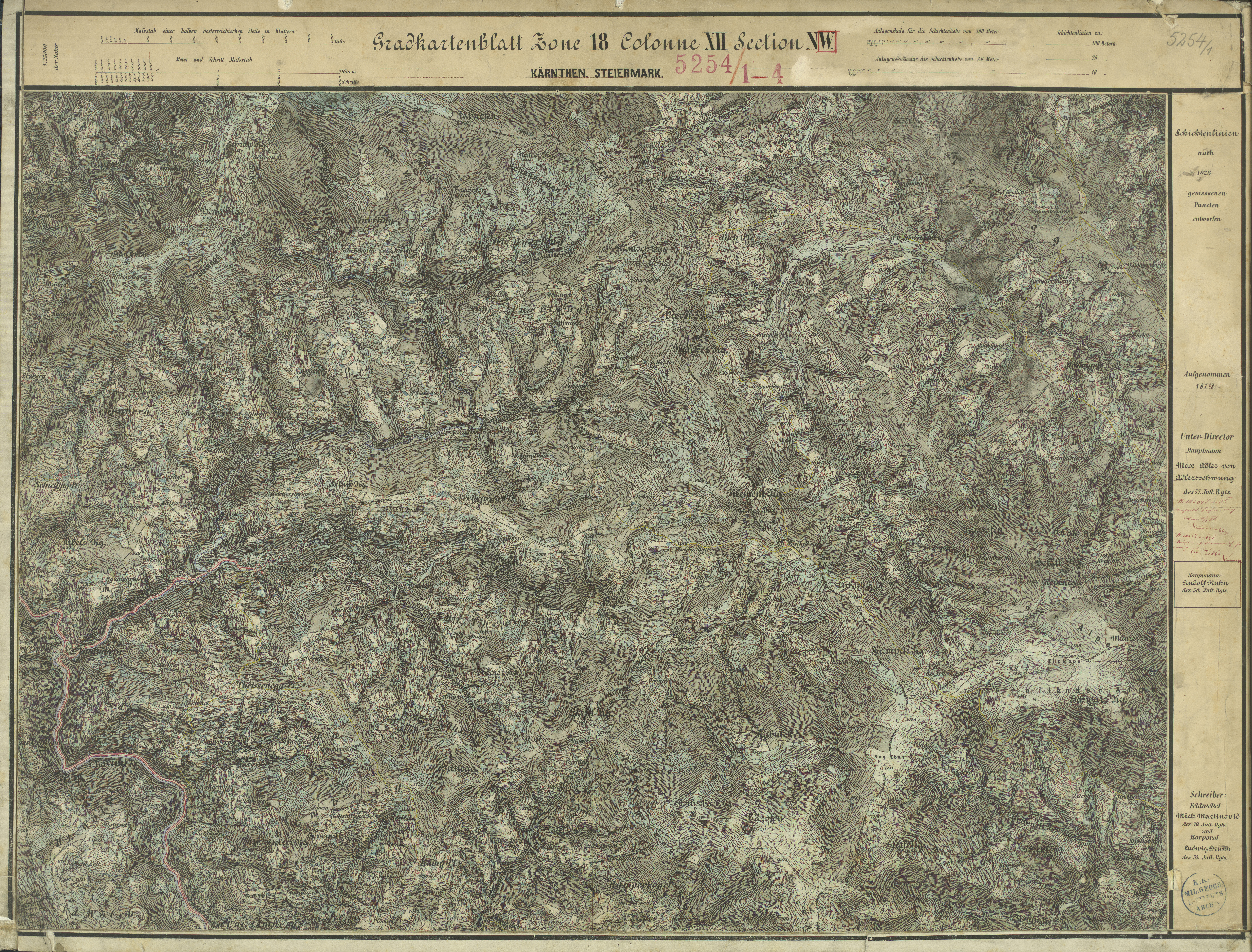
Im Süden von Maria Lankowitz liegt die Pack